# João Vicente de Saldanha Oliveira e Sousa Juzarte Figueira
João Vicente de Saldanha Oliveira e Sousa Juzarte Figueira (22 de maio de 1746 — São José (Lisboa), 26 de janeiro de 1804), 1º conde de Rio Maior, foi 16.° administrador do morgado de Oliveira, Val de Sobrados e Barcarena, e Quinta da Azinhaga, comendador de Azamor no patriarcado de Santa Maria de África e de mais cinco comendas da Ordem de Cristo (entre elas a de São Martinho de Santarém e de Santa Maria da Torre na prelazia de Tomar), do Conselho de Estado, gentil-homem da Câmara da rainha D. Maria I, deputado da Junta Provisória do Erário Régio e inspector geral do Terreiro Público.
Foi agraciado com a Grã-Cruz da Ordem de Cristo.
Foi padroeiro do Hospício de Sant'Ana.

## Dados genealógicos
Era filho de António Saldanha de Oliveira e Sousa, 15.º morgado de Oliveira, e de D. Constança Maria Josefa de Portugal, filha de Luís José de Portugal da Gama e Vasconcelos e de D. Inácia Agostinha Xavier de Rohan.
Casou com D. Maria Amália de Carvalho e Daun (1756-1812), filha dos 1ºs Marqueses de Pombal, Sebastião José de Carvalho e Melo e Eleanore Ernestine Eva Volfanga Von Und Zu Daun Sassenheim Und Callaborn, condessa de Daun.
Tiveram:
- Maria Leonor de Saldanha Oliveira e Daun;
- Maria Constança de Saldanha Oliveira e Daun casada com João de Saldanha da Gama Melo Torres Guedes Brito, 6º conde da Ponte;
- António de Saldanha de Oliveira e Sousa, 2º conde de Rio Maior, casado com Maria Leonor Ernestina de Carvalho Daun e Lorena;
- José Sebastião de Saldanha de Oliveira e Daun, 1º conde de Alpedrinha, casado com  D. Maria Leonor Manoel de Vilhena;
- Maria Ana de Saldanha de Oliveira e Daun casada com Luís Machado de Mendonça Eça Castro e Vasconcelos, 10.º senhor das Terras de Entre Homem e Cávado;[4]
- Maria Inácia de Saldanha Oliveira e Daun casada com  D. Luís da Costa de Sousa de Macedo e Albuquerque, 1º conde de Mesquitela;
- Ana Isabel de Saldanha Oliveira e Daun casada com  Manuel da Piedade Coutinho Pereira de Seabra, 1º visconde da Bahía;
- Francisca de Paula de Saldanha Oliveira e Daun casada com  D. Fernando António de Almeida e Silva, 1º conde de Oliveira dos Arcos;
- Eugénia Ângela Dionísia Vicência Domingas Antónia de Saldanha Oliveira e Daun;
- Leonor Ernestina de Saldanha Oliveira e Daun casada com Sebastião José de Carvalho Melo e Daun, 4º marquês de Pombal;
- João Carlos Saldanha Oliveira Daun, 1º duque de Saldanha casado com Maria Theresa Margaret Horan FitzGerald e com Charlotte Elisabeth Mary Smith-Athelston;
- Maria Joana de Saldanha Oliveira e Daun casado com Miguel Pais do Amaral Quifel de Barbarino e com  D. Sancho Manoel de Vilhena;
- Francisco de Paula de Saldanha Oliveira e Daun, 1º conde da Azinhaga casado com Emília Carolina Ana de Almeida Ribeiro Neves;
- Domingos de Saldanha Oliveira e Daun;
- Luís José Domingos Vicente Francisco de Saldanha Oliveira e Daun.